# 瀋陽地下鉄
瀋陽地下鉄（しんようちかてつ）は、中華人民共和国遼寧省瀋陽市にある瀋陽地鉄集団有限公司が運営している地下鉄である。2025年1月現在1号線、2号線、3号線、4号線、9号線、10号線を運営している。

## 路線

### 営業中

#### 1号線
2010年9月27日に十三号街 - 黎明広場間27.8kmが開通した。瀋陽市の東西を結び、青年大街で2号線と接続する。東陵の近くの東陵公園までの延伸工事中である。

#### 2号線
2011年12月30日に三台子 - 全運路間21.86kmが開通、2013年12月30日に航空航天大学 - 三台子間5.3kmが延伸され、2018年4月8日に蒲田路 - 航空航天大学間が再延伸され、27.8kmの路線となった。瀋陽市の南北を結び、青年大街で1号線と接続する。

#### 3号線
2024年12月30日に李達駅 - 南李官駅間が開通した。

#### 4号線
2023年9月29日に創新路駅 - 正新路駅間が開通した。

#### 9号線
2019年5月25日に怒江公園駅 - 建築大学駅間29.2kmが開通した。

#### 10号線
2020年4月29日に丁香湖駅 - 張沙布駅間27.1kmが開通した。

## 運賃
初乗り2元で区間ごとに決められており、2019年5月改定以前最高4元であった。2020年現在運賃は2元から7元までキロ程で決まる。自動券売機でカード式の切符を購入し、改札機にタッチして入場。出場時は改札機に挿入する。
チャージ式の瀋陽市独自の盛京通というICカードも存在し、入出場時に改札機にタッチすることで精算される。ICカードは初回購入時に20元のデポジットが必要で、チャージは最高1000元まで可能。運賃は10％引きになる(2019年5月以前は5％引き)。なお、盛京通は地下鉄駅の窓口でも購入可能で、キャラクターものやオリジナルタイプは改札口付近に設置されている自動販売機や専門の販売店での購入となり、50元もしくは100元のカードのみ現金での購入も可能となっている。(50元札か100元札でのみ購入可能)